# Endothenia austerana
Endothenia austerana es una especie de polilla del género Endothenia, categorizada en la tribu Olethreutini, de la subfamilia Olethreutinae.

## Distribución
Se distribuye por Asia.

## Taxonomía
Fue descrita por Kennel en 1916 y publicada en (Semasia), Palaear. Tortr.: 7.